# L'Anneau du pêcheur
Pour l’article homonyme, voir Anneau du pêcheur pour l'insigne de la papauté.
L’Anneau du pêcheur est un roman de Jean Raspail publié en 1995.

## Résumé
Le récit se déroule en deux temps, présentés alternativement : celui de Benoît XIII, le dernier antipape de la papauté d'Avignon et celui de l'époque contemporaine (1994), lorsque l'Église catholique essaie de rencontrer le dernier successeur de Benoît. Il s'avère qu'une lignée de papes s'est perpétuée dans le secret tout au long des siècles.

## Éditions
- L’Anneau du pêcheur, Albin Michel, 5 janvier 1995  (ISBN 2-226-07590-9)

## Récompense
En 1996, le livre a reçu le prix Prince-Pierre-de-Monaco et le prix Maison de la Presse.

## Ressemblance supposée
L'ouvrage comprendrait plusieurs similitudes avec l'ouvrage de Christian Murciaux, Pedro de Luna, Paris, Plon, 1963.